# آولندورف
شهر آولندورف (به آلمانی: Aulendorf) در ایالت بادن-وورتمبرگ در کشور آلمان واقع شده است.